# Клуб завода «Каучук»
Клуб завода «Каучук» (в 1960—1990-х годах Дом культуры завода «Каучук») — здание рабочего клуба на пересечении улицы Плющиха и 2-го переулка Тружеников в Москве, построенное в 1929 году для работников завода «Каучук» (бывш. АО Каучук) по проекту архитектора Константина Мельникова с участием инженера Г. Г. Карлсена.
Здание клуба является всемирно известным памятником архитектуры советского архитектурного авангарда.

## История
При открытии клуб получил название «имени 10-летия Октября» в честь даты закладки здания.
С 1981 по 1984 год здесь располагался московский театр «Сфера».
Поставлен под государственную охрану на основании решения Исполнительного комитета Московского городского Совета народных депутатов от 23.03.1987 года № 647 «О принятии под государственную охрану зданий памятников архитектуры советского времени».
В 1997 году было принято Постановление Московской городской думы, которым здание клуба было отнесено к перечню памятников истории и культуры разрешённых к приватизации. Помещения подвала и 1-го этажа общей площадью 362,5 м² по договору аренды от 31.03.1999 года № 01-3/89 Мингосимуществом России были переданы ЗАО «Золотой Дракон и К» под торгово-производственную деятельность. Срок действия договора аренды до 1 декабря 2023 года. Большая часть помещений памятника площадью 2776,5 м² была передана в аренду Межрегиональной общественной организации «Академия Российского Искусства», возглавлявшейся Н. А. Петровым, на основании договора аренды от 24.03.1999 года № 01-3/67 под культурно-просветительские цели.
МРОО «Академия Российского Искусства» устроила в здании «Арт-центр».
Организация должна была своими силами и за свой счёт провести весь комплекс реставрационных работ.
Однако это условие выполнено не было, помещения здания пришли в негодность.
К 2014 году здание клуба находилось в аварийном состоянии. По оценке ООО «АРХЭКСПЕРТ» стоимость реставрации на 1 февраля 2014 года составляла 367 922 тыс. рублей.
В 2022 году начался капремонт и реставрация - восстановление первоначального облика здания, а также  его подготовка для современного использования. 
Проект предполагает сохранение объемно-пространственной структуры здания для размещения на его площадях театрально-концертного зала и других помещений для нужд Сеченовского университета. При этом решается задача воссоздания архитектурного оформления фасадов и интерьеров на первоначальный период мельниковской постройки (1927-1929).

## Архитектурно-планировочное решение

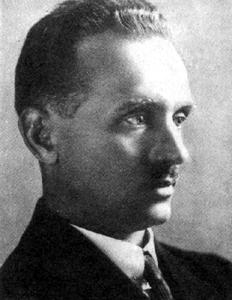
Архитектор
К. С. Мельников

Место для клуба было выбрано на пересечении улицы Плющиха с проектируемым по трассе 2-го переулка Тружеников Бульварным кольцом «Г».
Для акцентирования узла этого нового участка города К. С. Мельников избрал форму сектора в четверть круга, обращённого дугой к перекрёстку. Со стороны переулка объём должен был быть фланкирован торцом трёхсветного прямоугольника репетиционного зала со скошенной кровлей, а со стороны Плющихи — продольным спортивным корпусом с наклонными остеклением и двускатной кровлей. Вперёд на уровень тротуара был вынесен круглый кассовый вестибюль с трибуной на кровле, охваченный лестницами, ведущими в фойе зрительного зала на втором этаже. Кассовый вестибюль связан остеклённым коридором с входом в партер зрительного зала, сцена которого занимает треугольную часть сектора, отсечённую вертикальной плоскостью портала сцены.
По внешней дуге зрительного зала над партером расположены два равноудалённых от сцены балкона без промежуточных опор и перемычек. Расчёты балконов были произведены инженером Г. Г. Карлсеном, имевшим опыт устройства аналогичного балкона в клубе имени Октябрьской революции (ныне ЦДКЖ) архитектора А. В. Щусева. По замыслу архитектора центральная часть партера со сценой должна была подниматься по вертикали до уровней каждого из балконов. Вместимость зрительного зала при этом уменьшалась, зато освобождался нижний ярус, что создавало пространство для проведения массовых мероприятий. Для этого использовался нижний вход из кассового вестибюля и боковые выходы, а верхние ярусы обслуживались наружной лестницей, разделявшей встречные потоки людей. Как и в других клубах Мельникова, эта идея трансформации внутреннего пространства не была реализована. С каждого из балконов четыре выхода ведут в дуговой коридор, по другую сторону которого располагаются комнаты для кружковых занятий, освещаемые вертикалями витражей, разделённых пилонами, формирующими уличный фасад клуба.
На плоской кровле клуба, между повышенным полукружием зрительного зала и внешней дугой основного объёма, обнесённой лёгкой оградой, размещался обширный балкон-терраса, откуда открывался вид на окружающую малоэтажную застройку.
В подходе к проектированию клуба завода «Каучук» в большей степени, чем в других проектах, сказалась работа под руководством А. В. Щусева и И. В. Жолтовского над планировкой районов «Новой Москвы» и, прежде всего, Хамовников, взятых в общегородском контексте.

### Переделки и утраты
В начале 1950-х годов в результате капитального ремонта были утрачены оригинальные интерьеры. Ремонт изменил первоначальный замысел архитектора, разрушив присущее конструктивизму единство функций и формы: был расписан потолок зрительного зала, в интерьеры большинства помещений и коридоры клуба внесены элементы лепного декора, чуждые духу конструктивизма. Утрачена терраса на кровле. С западной стороны сооружены пристройки. В результате ремонтов 1990—2000-х годов оригинальное остекление было заменено стеклопакетами, кардинально изменившими внешний вид здания.
В августе 2020 года стало известно, что здание клуба передано в безвозмездное пользование Первому Московскому государственному медицинскому университету имени И. М. Сеченова. После реставрации в нем появятся музей и конференц-залы.
Сейчас в здании клуба работает Театральный центр «На Плющихе», уникальное театральное пространство, открытое Сеченовским Университетом в 2023 году .
В Театральном центре проходят спектакли, экскурсии, выставки, перфомансы, музыкальные вечера, концерты, фестивали, обучающие программы.

## Проблема сохранения
В апреле 2006 года в Декларации международной конференции «Heritage at Risk». Сохранение архитектуры XX века и всемирное наследие" были обозначены две первоочередные задачи: «поднять уровень защиты наиболее ценных объектов наследия XX века, придав им статус памятников федерального значения… подготовить предложения для включения в Список Всемирного наследия таких выдающихся произведений российской архитектуры XX века, как Дом Наркомфина арх. М. Гинзбурга, клуб им. Русакова, клуб „Каучук“ и собственный дом архитектора К. Мельникова, Дом-коммуна арх. И. Николаева, радиобашня инж. В. Шухова, станция метро „Маяковская“ арх. А. Душкина». «За 8 лет практически ничего не было сделано. Сегодня состояние этих объектов, за исключением станции метро „Маяковская“ и дома-коммуны Николаева, катастрофическое», заявил 3 сентября 2014 года А. Клычков, руководитель фракции КПРФ в Мосгордуме, на круглом столе о сохранении наиболее ценных шедевров архитектуры Москвы, являющихся кандидатами на включение в список Всемирного наследия ЮНЕСКО.
Соседний с клубом квартал конструктивистских жилых домов, рабочий посёлок «Погодинская», был выкуплен девелоперской компанией, его снос начался в 2016 году.